# ژدار ناد اورلیتسی
ژدار ناد اورلیتسی (به چکی: Žďár nad Orlicí) یک منطقهٔ مسکونی در جمهوری چک است که در شهرستان ریخنوف ناد کنیژنوو واقع شده‌است. ژدار ناد اورلیتسی ۴۴۲ نفر جمعیت دارد و ۲۵۷ متر بالاتر از سطح دریا واقع شده‌است.